# Boštjan Kline
Boštjan Kline (Maribor, 9 marzo 1991) è un ex sciatore alpino sloveno.

## Biografia

### Stagioni 2007-2018
Atleta specialista delle prove veloci originario di Maribor, ha debuttato nel Circo bianco l'8 dicembre 2006, disputando una gara FIS a Geilo. In Coppa Europa la sua prima apparizione risale al 23 gennaio 2008, nella discesa libera di Sarentino chiusa al 54º posto, mentre in Coppa del Mondo ha esordito l'11 dicembre 2009 a Val-d'Isère in supercombinata, senza completare la gara. Vincitore della medaglia di bronzo nella discesa libera ai Mondiali juniores di Monte Bianco 2010, l'anno dopo ha vinto l'oro nella discesa libera e nel supergigante ai Mondiali juniores di Crans-Montana 2011; il 16 marzo successivo ha conquistato a Lenzerheide i suoi primi punti in Coppa del Mondo (15º in discesa libera).
Alla sua prima presenza iridata, Schladming 2013, è stato 30º nel supergigante e non ha completato discesa libera e supercombinata, mentre ai Mondiali di Vail/Beaver Creek 2015 è stato 33º nella discesa libera e non ha completato il supergigante e la combinata. Si è aggiudicato il primo podio in Coppa del Mondo il 30 gennaio 2016 nella discesa libera di Garmisch-Partenkirchen, giungendo 2º alle spalle del norvegese Aleksander Aamodt Kilde e precedendo lo svizzero Beat Feuz.

### Stagioni 2019-2022
Ai Mondiali di Sankt Moritz 2017 si è classificato 7º nella discesa libera e non ha completato il  supergigante; nella stessa stagione, il 24 febbraio 2017, ha colto a Kvitfjell in discesa libera la sua unica vittoria in Coppa del Mondo, nonché ultimo podio. Ai XXIII Giochi olimpici invernali di Pyeongchang 2018, sua prima presenza olimpica, si è classificato 27º nella discesa libera, 10º nel supergigante e non ha completato la combinata; ai Mondiali di Åre 2019 è stato 20º nella discesa libera e non ha completato il supergigante e la combinata e a quelli di Cortina d'Ampezzo 2021, sua ultima presenza iridata, si è classificato 15º nella discesa libera, 24º nel supergigante e non ha completato la combinata.
Ai XXIV Giochi olimpici invernali di Pechino 2022, sua ultima partecipazione olimpica, si è piazzato 10º nella discesa libera e 20º nel supergigante; ha preso per l'ultima volta il via in Coppa del Mondo il 16 marzo dello stesso anno a Courchevel in discesa libera (19º) e ha disputato la sua ultima gara in carriera a Bleiburg/Petzen il 7 aprile successivo, il supergigante dei Campionati sloveni juniores 2022: pochi giorni dopo ha subito un grave infortunio alla gamba destra che ne ha compromesso il seguito della carriera. Dopo vari tentativi di tornare alle gare, ha annunciato il ritiro nel novembre del 2024.

## Palmarès

### Mondiali juniores
- 3 medaglie:
  - 2 ori (discesa libera, supergigante a Crans-Montana 2011)
  - 1 bronzo (discesa libera a Monte Bianco 2010)

### Coppa del Mondo
- Miglior piazzamento in classifica generale: 20º nel 2017
- 3 podi:
  - 1 vittoria
  - 2 secondi posti

#### Coppa del Mondo - vittorie
| Data             | Località  | Paese    | Specialità |
| ---------------- | --------- | -------- | ---------- |
| 24 febbraio 2017 | Kvitfjell | Norvegia | DH         |

Legenda:

DH = discesa libera

### Coppa Europa
- Miglior piazzamento in classifica generale: 60º nel 2012

### Nor-Am Cup
- Miglior piazzamento in classifica generale: 58º nel 2019
- 1 podio:
  - 1 terzo posto

### South American Cup
- Miglior piazzamento in classifica generale: 7º nel 2016
- Vincitore della classifica di discesa libera nel 2016
- Vincitore della classifica di supergigante nel 2012
- 4 podi:
  - 2 vittorie
  - 2 terzi posti

#### South American Cup - vittorie
| Data              | Località | Paese | Specialità |
| ----------------- | -------- | ----- | ---------- |
| 8 settembre 2011  | La Parva | Cile  | SG         |
| 1º settembre 2015 | La Parva | Cile  | DH         |

Legenda:

DH = discesa libera

SG = supergigante

### Campionati sloveni
- 16 medaglie:
  - 6 ori (discesa libera nel 2013; supergigante, combinata nel 2015; discesa libera nel 2016; discesa libera, supergigante nel 2022)
  - 7 argenti (supergigante nel 2012; supergigante nel 2013; discesa libera nel 2015; supergigante nel 2016; discesa libera nel 2019; discesa libera, supergigante nel 2021)
  - 3 bronzi (slalom gigante nel 2016; slalom gigante nel 2019; combinata nel 2021)